# Spiegelzaal
Een spiegelzaal is een zaal die gebruikmaakt van spiegels om het licht te weerkaatsen. Bovendien wordt door het optisch effect de ruimte aanzienlijk vergroot.
Deze techniek werd vooral toegepast in grote ruimtes in de 17e en 18e eeuw. Vaak werden Venetiaanse spiegels gebruikt. 
Al in de jaren 1650 werd het salon de los espejos van het Koninklijk Alcázar van Madrid uitgerust met acht grote spiegels en een befaamd decoratieprogramma van Diego Velázquez. Aangenomen wordt dat deze in 1734 afgebrande spiegelzaal de inspiratie was voor de nog beroemdere versie in het kasteel van Versailles.
Bekende spiegelzalen zijn:
- De spiegelzaal van Versailles
- In het Groot Trianon is er ook een "Salon des Glaces", de Spiegelsalon
- De spiegelzaal in het Koninklijk Paleis van Brussel, bekend dankzij de Heaven of Delight, een kunstwerk van Jan Fabre
- De spiegelzaal in Jachtslot Amaliënburg, Nymphenburg
- De spiegelzaal in Slot Herrenchiemsee
- De spiegelzaal in het Kasteel van Aranjuez, Spanje
- De spiegelzaal van het Concertgebouw in Amsterdam, vanwaar de AVRO, later AVROTROS, van 1993 tot en met 2023 wekelijks het programma Spiegelzaal uitzond via Radio 4, later NPO Radio 4 en NPO Klassiek.

## Voetnoten
1. ↑  Julia Vázquez, Velázquez, Painter & Curator, 2024, p. 178, n. 49. DOI:10.1163/9789004690073_007